# Tomoyoshi Koyama
Tomoyoshi Koyama (19 de marzo de 1983, Sagamihara, Kanagawa) es un piloto japonés que actualmente compite en el MFJ All-Japan Road Race ST600 Championship y el Asia Road Race SS600 Championship, conduciendo un Honda CBR600RR.
Su primera y única victoria fue en el Gran Premio de Cataluña en el año 2007, donde quedó por delante de Gábor Talmácsi y Randy Krummenacher.

## Resultados

### Por Temporada
| Temp. | Cat.   | Moto     | Equipo                 | N.º | Carreras | Victorias | Podios | Poles | V.Rap. | Pts. | Pos. |
| ----- | ------ | -------- | ---------------------- | --- | -------- | --------- | ------ | ----- | ------ | ---- | ---- |
| 2000  | 125 cc | Yamaha   | SP Tadao Racing Team   | 98  | 1        | 0         | 0      | 0     | 0      | 0    | NC   |
| 2003  | 250 cc | Yamaha   | SP Tadao Racing Team   | 67  | 2        | 0         | 0      | 0     | 0      | 0    | NC   |
| 2004  | 125 cc | Yamaha   | SP Tadao Racing Team   | 89  | 2        | 0         | 0      | 0     | 0      | 7    | 27th |
| 2005  | 125 cc | Honda    | Ajo Motorsport         | 71  | 16       | 0         | 2      | 0     | 0      | 119  | 8th  |
| 2006  | 125 cc | Malaguti | Malaguti Ajo Corse     | 71  | 13       | 0         | 0      | 0     | 0      | 49   | 15th |
| 2007  | 125 cc | KTM      | Red Bull KTM 125       | 71  | 17       | 1         | 6      | 0     | 0      | 193  | 3rd  |
| 2008  | 125 cc | KTM      | ISPA KTM Aran          | 71  | 16       | 0         | 0      | 0     | 0      | 41   | 17th |
| 2009  | 125 cc | Loncin   | Loncin Racing          | 71  | 16       | 0         | 0      | 0     | 0      | 17   | 24th |
| 2010  | 125 cc | Aprilia  | Racing Team Germany    | 71  | 17       | 0         | 1      | 0     | 0      | 127  | 8th  |
| 2011  | Moto2  | Suter    | Technomag-CIP          | 7   | 3        | 0         | 0      | 0     | 0      | 0    | NC   |
| 2011  | Moto2  | TSR      | CIP with TSR           | 7   | 3        | 0         | 0      | 0     | 0      | 0    | NC   |
| 2012  | Moto2  | Suter    | Technomag-CIP          | 75  | 6        | 0         | 0      | 0     | 0      | 0    | NC   |
| 2014  | Moto2  | NTS      | Teluru Team JiR Webike | 71  | 3        | 0         | 0      | 0     | 0      | 0    | NC   |
| 2015  | Moto2  | NTS      | NTS T.Pro Project      | 71  | 1        | 0         | 0      | 0     | 0      | 3    | 26th |
| Total |        |          |                        |     | 113      | 1         | 9      | 0     | 0      | 556  |      |

### Por categoría
| Categoría | Temporadas           | 1.er Gran Premio | 1.er Podio     | 1.ª Victoria  | Carreras | Victorias | Podios | Poles | V.Ráp. | Pts. | CM |
| --------- | -------------------- | ---------------- | -------------- | ------------- | -------- | --------- | ------ | ----- | ------ | ---- | -- |
| 125cc     | 2000, 2004-2010      | Pacífico 2000    | Australia 2005 | Cataluña 2007 | 98       | 1         | 9      | 0     | 0      | 553  | 0  |
| 250cc     | 2003                 | Japón 2003       | N/A            | N/A           | 2        | 0         | 0      | 0     | 0      | 0    | 0  |
| Moto2     | 2011-2012, 2014-2015 | San Marino 2011  | N/A            | N/A           | 13       | 0         | 0      | 0     | 0      | 3    | 0  |
| Total     | 2000-2015            |                  |                |               | 113      | 1         | 9      | 0     | 0      | 556  | 0  |

### Carreras Por Año
(Carreras en negrita indica pole position, carreras en cursiva indica vuelta rápida)
| Año  | Cat.  | Moto     | 1       | 2       | 3       | 4       | 5       | 6       | 7       | 8       | 9       | 10      | 11      | 12      | 13      | 14     | 15      | 16      | 17     | 18    | Pos. | Pts. |
| ---- | ----- | -------- | ------- | ------- | ------- | ------- | ------- | ------- | ------- | ------- | ------- | ------- | ------- | ------- | ------- | ------ | ------- | ------- | ------ | ----- | ---- | ---- |
| 2000 | 125cc | Yamaha   | RSA -   | MAL -   | JPN -   | SPA -   | FRA -   | ITA -   | CAT -   | NED -   | GBR -   | GER -   | CZE -   | POR -   | VAL -   | BRA -  | PAC 16  | AUS -   |        |       | NC   | 0    |
| 2003 | 250cc | Yamaha   | JPN Ret | RSA -   | SPA -   | FRA -   | ITA -   | CAT -   | NED -   | GBR -   | GER -   | CZE -   | POR -   | BRA -   | PAC Ret | MAL -  | AUS -   | VAL -   |        |       | NC   | 0    |
| 2004 | 125cc | Yamaha   | RSA -   | SPA -   | FRA -   | ITA -   | CAT -   | NED -   | BRA -   | GER -   | GBR -   | CZE 22  | POR -   | JPN 9   | QAT -   | MAL -  | AUS -   | VAL -   |        |       | 27.º | 7    |
| 2005 | 125cc | Honda    | SPA Ret | POR 6   | CHN 5   | FRA Ret | ITA 5   | CAT 5   | NED 7   | GBR Ret | GER Ret | CZE Ret | JPN 4   | MAL 10  | QAT 14  | AUS 2  | TUR 3   | VAL 6   |        |       | 8.º  | 119  |
| 2006 | 125cc | Malaguti | SPA 12  | QAT 15  | TUR 9   | CHN 9   | FRA 13  | ITA 15  | CAT DNS | NED -   | GBR -   | GER 15  | CZE 16  | MAL Ret | AUS 12  | JPN 7  | POR 6   | VAL 14  |        |       | 15.º | 49   |
| 2007 | 125cc | KTM      | QAT 6   | SPA Ret | TUR 3   | CHN Ret | FRA 10  | ITA 5   | CAT 1   | GBR 2   | NED 6   | GER 2   | CZE 5   | RSM 3   | POR 7   | JPN 14 | AUS 6   | MAL 2   | VAL 9  |       | 3.º  | 193  |
| 2008 | 125cc | KTM      | QAT Ret | SPA 13  | POR 16  | CHN 13  | FRA Ret | ITA Ret | CAT 13  | GBR 6   | NED 13  | GER Ret | CZE Ret | RSM 18  | IND 19  | JPN 11 | AUS -   | MAL 11  | VAL 7  |       | 17.º | 41   |
| 2009 | 125cc | Loncin   | QAT 27  | JPN 12  | SPA Ret | FRA Ret | ITA Ret | CAT 17  | NED Ret | GER 10  | GBR 11  | CZE 21  | IND 14  | RSM Ret | POR Ret | AUS 21 | MAL Ret | VAL 20  |        |       | 24.º | 17   |
| 2010 | 125cc | Aprilia  | QAT 9   | SPA 5   | FRA 8   | ITA 8   | GBR 5   | NED 14  | CAT 6   | GER 2   | CZE 9   | IND Ret | RSM 8   | ARA 6   | JPN 6   | MAL 22 | AUS 9   | POR Ret | VAL 7  |       | 8.º  | 127  |
| 2011 | Moto2 | Suter    | QAT -   | SPA -   | POR -   | FRA -   | CAT -   | GBR -   | NED -   | ITA -   | GER -   | CZE -   | IND -   | RSM 20  | ARA 24  |        |         |         |        |       | NC   | 0    |
| 2011 | Moto2 | TSR      |         |         |         |         |         |         |         |         |         |         |         |         |         | JPN 28 | AUS -   | MAL -   | VAL -  |       | NC   | 0    |
| 2012 | Moto2 | Suter    | QAT -   | SPA -   | POR -   | FRA -   | CAT -   | GBR -   | NED -   | GER -   | ITA -   | IND -   | CZE -   | RSM 20  | ARA 23  | JPN 22 | MAL 16  | AUS 21  | VAL 18 |       | NC   | 0    |
| 2014 | Moto2 | NTS      | QAT -   | AME -   | ARG -   | SPA -   | FRA -   | ITA -   | CAT -   | NED -   | GER -   | IND -   | CZE -   | GBR -   | RSM -   | ARA -  | JPN 23  | AUS 24  | MAL 23 | VAL - | NC   | 0    |
| 2015 | Moto2 | NTS      | QAT -   | AME -   | ARG -   | SPA -   | FRA -   | ITA -   | CAT -   | NED -   | GER -   | IND -   | CZE -   | GBR -   | RSM -   | ARA -  | JPN 13  | AUS -   | MAL -  | VAL - | 26.º | 3    |